# Nun (mitologija)
Nun ili Nu je prvotni ocean, istodobno i mjesto i bog, iz kojeg su rođeni ostali bogovi.

## Mit o stvaranju
Prema mitu iz Heliopolisa, Nun je bio golemi ocean. Iz njega je izronio brežuljak, a na njemu bog Sunca, Ra, Amon-Ra ili Atum. Oni su se pojavili iz lotosovog cvijeta. Bog Sunca je potom ispljunuo Šua i Tefnut, blizance, koji su postali roditeljima Geba i Nut. I tako je nastao svemir. Ali Nun nije nestao. On okružuje nebo koje je zbog njega plavo. Okružuje i Geba, Zemlju, i predstavlja sva mora. U mnogim hramovima je Nun prikazan kao sveto jezero, a u Karnaku je napravljeno umjetno jezero u spomen na ocean iz kojeg je izronilo Sunce. U mitu iz Hermopolisa postoje dva Nuna - ocean i bog vode, sa svojom ženom Naunet (Nunet). Nun je izgledao kao čovjek s bradom, a imao je plavu kožu, pa je sličan Hapyju, bogu Nila koji će poslije postati vrlo važan za Egipćane. Naunet ima zmijsku glavu. Uz Nuna i Naunet, u oceanu Nunu obitavalo je još nekoliko primordijalnih bogova.

## Druge kulture
U drugim kulturama, Nun, kao ocean, također postoji. Prema japanskoj religiji šintoizmu, prvi su se bogovi rodili na nebu, a u početku je postojala samo beskrajna vodena površina. Pandan Nunu u grčkoj mitologiji je Pont, primordijalni ocean, a poslije se pojavljuje božanstvo Okean, koji predstavlja nepoznata mora u dijelovima svijeta koji su za Grke bili kraj Zemlje. U Mezopotamiji, u početku su postojala dva oceana, jedan muški, jedan ženski, što je vrlo slično Nunu i Naunet.

## Vanjske poveznice
|  | Zajednički poslužitelj ima još gradiva o temi Nun (mitologija) |